# Burkhard Cordes
Burkhard Cordes (* 15. Mai 1939 in Darmstadt, Deutschland) ist ein ehemaliger brasilianischer Segler.

## Erfolge
Burkhard Cordes nahm zweimal an Olympischen Spielen im Flying Dutchman teil. 1968 gewann er in Mexiko-Stadt mit Reinaldo Conrad die Bronzemedaille, als sie den dritten Platz hinter dem britischen und dem deutschen Boot belegten. Vier Jahre darauf verpassten sie in München als Vierter knapp einen weiteren Medaillengewinn. Bei Weltmeisterschaften gelang Cordes 1973 in Rochester mit Conrad der Gewinn der Bronzemedaille. Zwei Medaillen gewann er mit Conrad im Flying Dutchman auch bei Panamerikanischen Spielen: 1967 sicherte er sich in Winnipeg die Silber- und 1975 in Mexiko-Stadt die Goldmedaille.
Sein Vater Otto Cordes, ein deutscher Auswanderer, war Wasserballspieler und wurde 1928 Olympiasieger. 